# Nésosubsilicate

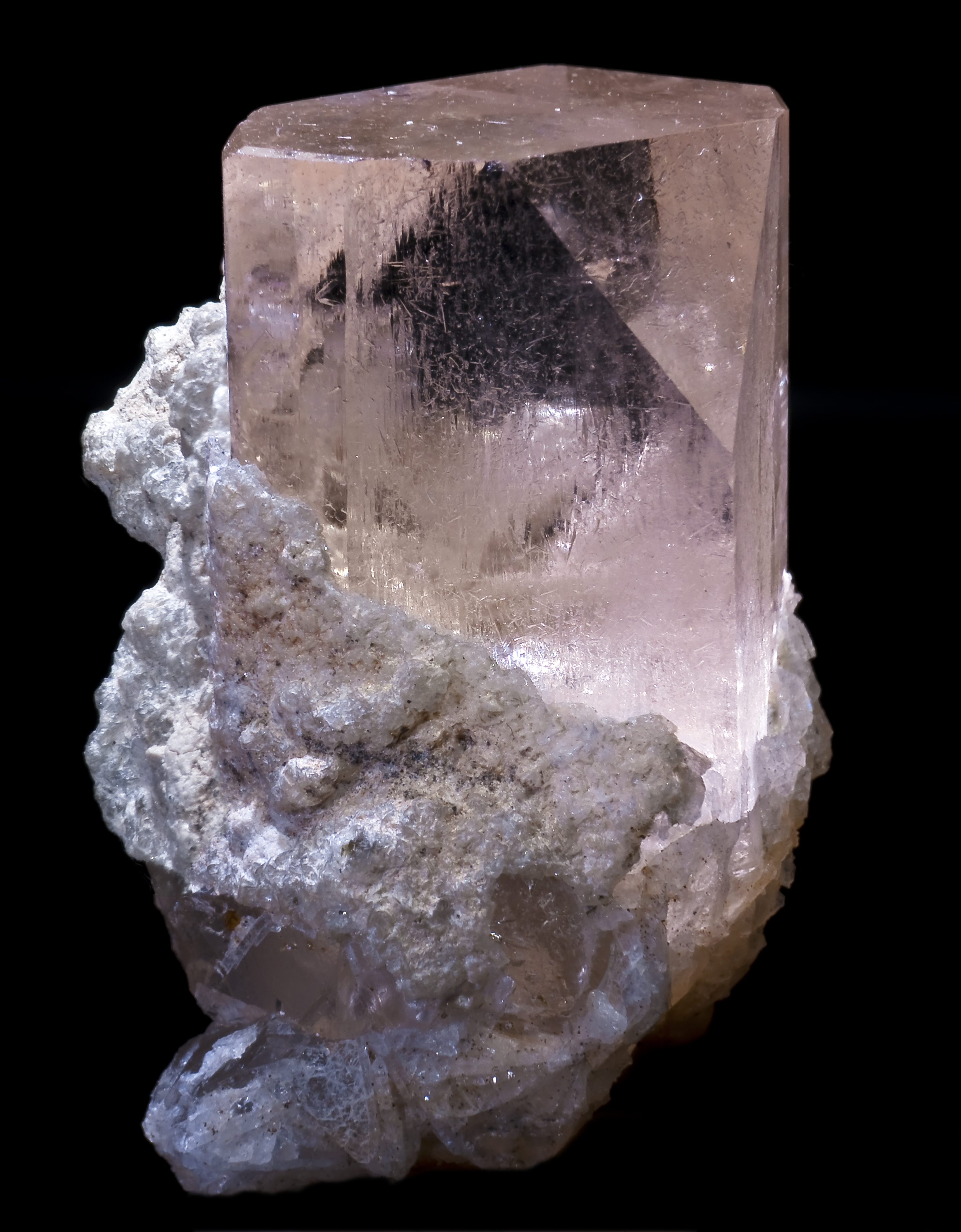
Topaze

Les nésosubsilicates sont des nésosilicates particuliers. 
Comme les nésosilicates, le groupement (SiO4)4− associé à un groupement chargé positivement constitue le motif cristallin de base et les tétraèdres ne partagent pas les sommets entre eux, mais ici la structure contient aussi des anions qui n'appartiennent pas à des tétraèdres. L'exemple type : contrairement aux nésosilicates, les nésosubsilicates contiennent des atomes d'oxygène qui n’appartiennent pas à SiO4.

## Classification
Andalousite - Al2SiO5
Disthène - Al2SiO5
Sillimanite - Al2SiO5
Dumortiérite - Al6.5-7BO3(SiO4)3(O,OH)3
Titanite - CaTiSiO5
Topaze - Al2SiO4(F,OH)2
Staurolite - Fe1,5-2Al9(SiO4)4O6(O,OH)2
Kuliokite-(Y) - Y4Al(SiO4)2(OH)2F5
- Groupe de la humite

Norbergite - Mg3(SiO4)(F,OH)2
Chondrodite - Mg5(SiO4)(F,OH)2
Humite - Mg7(SiO4)(F,OH)2
Clinohumite - Mg9(SiO4)(F,OH)2